# Jovana Jakšić
Jovana Jakšić (Servisch: Јована Јакшић) (Belgrado, 30 september 1993) is een tennisspeelster uit Servië. Zij begon met tennis toen zij acht jaar oud was. Haar favoriete ondergrond is hardcourt. Zij speelde haar eerste WTA-finale op het toernooi van Monterrey in 2014.

## Loopbaan
Jakšić debuteerde in 2009 op het ITF-toernooi van Prokuplje (Servië) – zij bereikte de kwartfinale. Zij stond in 2011 voor het eerst in een finale, op het ITF-toernooi van Prokuplje – hier veroverde zij haar eerste titel, door de Hongaarse Zsófia Susányi te verslaan. Tot op heden(mei 2019) won zij zestien ITF-titels.
In 2013 kwalificeerde Jakšić zich voor het eerst voor een WTA-hoofdtoernooi, op het toernooi van Monterrey. Zij bereikte er de tweede ronde. Zij stond in 2014 voor het eerst in een WTA-finale, op het toernooi van Monterrey. Datzelfde jaar nam zij voor het eerst deel aan het hoofdtoernooi van een grandslam, op Roland Garros.
In de periode 2014–2016 maakte Jakšić deel uit van het Servische Fed Cup-team – zij behaalde daar een winst/verlies-balans van 2–3.
Haar hoogste positie op de WTA-ranglijst is de 102e plaats, die zij bereikte in mei 2014.

## Posities op deWTA-ranglijst
Positie per einde seizoen:
| jaar | rang enkelspel | rang dubbelspel |
| ---- | -------------- | --------------- |
| 2009 | 1023           | –               |
| 2010 | 1073           | –               |
| 2011 | 600            | –               |
| 2012 | 420            | –               |
| 2013 | 167            | –               |
| 2014 | 115            | 448             |
| 2015 | 179            | 454             |
| 2016 | 258            | 291             |
| 2017 | 312            | 239             |
| 2018 | 291            | 311             |

## Palmares
| Legenda                 |
| ----------------------- |
| Grandslamtoernooi       |
| Olympische Spelen       |
| Year-End Championships  |
| Premier Mandatory       |
| Premier Five / WTA 1000 |
| Premier / WTA 500       |
| International / WTA 250 |
| Challenger / WTA 125    |

### WTA-finaleplaatsen enkelspel
| nr.              | finale     | toernooi      | ondergrond | tegenstandster | score    |         |
| ---------------- | ---------- | ------------- | ---------- | -------------- | -------- | ------- |
| gewonnen finales |            |               |            |                |          |         |
| geen             |            |               |            |                |          |         |
| verloren finales |            |               |            |                |          |         |
| 1.               | 2014-04-06 | WTA Monterrey | hardcourt  | Ana Ivanović   | 2-6, 1-6 | details |

## Resultaten grandslamtoernooien
| Legenda | Legenda                          |
| ------- | -------------------------------- |
| g.t.    | geen toernooi gehouden           |
| l.c.    | lagere categorie                 |
| –       | niet deelgenomen                 |
| G       | uitgeschakeld in de groepsfase   |
| 1R      | uitgeschakeld in de eerste ronde |
| 2R      | uitgeschakeld in de tweede ronde |
| 3R      | uitgeschakeld in de derde ronde  |
| 4R      | uitgeschakeld in de vierde ronde |
| KF      | uitgeschakeld in de kwartfinale  |
| HF      | uitgeschakeld in de halve finale |
| F       | de finale verloren               |
| W       | het toernooi gewonnen            |
| w-v     | winst/verlies-balans             |

### Enkelspel
| toernooi        | 2014 |
| --------------- | ---- |
| Australian Open | –    |
| Roland Garros   | 1R   |
| Wimbledon       | 1R   |
| US Open         | –    |